# Annona edulis
Annona edulis là loài thực vật có hoa thuộc họ Na. Loài này được (Triana & Planch.) H.Rainer mô tả khoa học đầu tiên năm 2007.